# Дагні Юль
Дагні Юль (Юлль) (норв. Dagny Juel, Juell), у шлюбі Пшибишевська (8 червня 1867, Конгсвінгер (Гедмарк) — 5 червня 1901, Тифліс
) — норвезька письменниця, піаністка, перекладачка, муза художників і письменників прекрасної епохи.

## Життєпис
У 1892 році одружилася зі Станіславом Пшибишевським. Жили з чоловіком у Берліні, у них у домі бували Ібсен, Кіттельсен, Вігеланд, Гамсун. У 1895 році народила сина Зенона, в 1897 — дочку Іву (Іві). Жили в Стокгольмі, Копенгагені, Берліні, Іспанії (1898).
У 1898 році переїхали до Кракова, познайомилися з Генріком Сенкевичем, Тадеушем Бой-Желенським. Чоловік мав кілька романів на стороні (від одного з них народилася дочка, в майбутньому польська письменниця Станіслава Пшибишевська, 1901—1935). У 1901 році Юлль із сином Зеноном і своїм коханцем Владиславом Емеріком виїхала у Тифліс; чоловік мав їхати з ними, але затримався на кілька днів. У номері Гранд-готелю Емерік після сварки застрелив Дагні Юлль у присутності її сина, наступного дня покінчив з собою.
Похована в Тифлісі.

## Творчість та образ у мистецтві
Авторка віршів, драм, новел. Перекладала норвезькою твори чоловіка та інших польських авторів.
Дагні Юлль писали Едвард Мунк, Станіслав Виспянський, Конрад Кржижановский, Войцех Вейс, Юлія Вольфторн, Ян Нальборчик та ін.
Дагні Юль — одна з героїнь псевдодокументального телефільму британського режисера Пітера Воткінса Едвард Мунк (1974).

## Твори
- The poems of Dagny Juel Przybyszewska. — Philadelphia: Branch Redd Books, 1988.